# Motociklistična Velika nagrada Japonske
Motociklistična Velika nagrada Japonske je motociklistična dirka svetovnega prvenstva od sezone 1963.

## Zmagovalci
Roza ozadje označuje dirke, ki niso štele za motociklistično prvenstvo.
| Sezona | Dirkališče                                          | 50 cm3                                              | 125 cm3 / Moto3                                     | 250 cm3 / Moto2                                     | 350 cm3                                             | 500 cm3 / MotoGP                                    | Poročilo |
| ------ | --------------------------------------------------- | --------------------------------------------------- | --------------------------------------------------- | --------------------------------------------------- | --------------------------------------------------- | --------------------------------------------------- | -------- |
| 2022   | Motegi                                              |                                                     | Izan Guevara                                        | Ai Ogura                                            |                                                     | Jack Miller                                         | Poročilo |
| 2021   | odpoved zaradi Pandemije koronavirusne bolezni 2019 | odpoved zaradi Pandemije koronavirusne bolezni 2019 | odpoved zaradi Pandemije koronavirusne bolezni 2019 | odpoved zaradi Pandemije koronavirusne bolezni 2019 | odpoved zaradi Pandemije koronavirusne bolezni 2019 | odpoved zaradi Pandemije koronavirusne bolezni 2019 |          |
| 2020   | odpoved zaradi Pandemije koronavirusne bolezni 2019 | odpoved zaradi Pandemije koronavirusne bolezni 2019 | odpoved zaradi Pandemije koronavirusne bolezni 2019 | odpoved zaradi Pandemije koronavirusne bolezni 2019 | odpoved zaradi Pandemije koronavirusne bolezni 2019 | odpoved zaradi Pandemije koronavirusne bolezni 2019 |          |
| 2019   | Motegi                                              |                                                     | Lorenzo Dalla Porta                                 | Luca Marini                                         |                                                     | Marc Márquez                                        | Poročilo |
| 2018   | Motegi                                              |                                                     | Marco Bezzecchi                                     | Francesco Bagnaia                                   |                                                     | Marc Márquez                                        | Poročilo |
| 2017   | Motegi                                              |                                                     | Romano Fenati                                       | Álex Márquez                                        |                                                     | Andrea Dovizioso                                    | Poročilo |
| 2016   | Motegi                                              |                                                     | Enea Bastianini                                     | Thomas Lüthi                                        |                                                     | Marc Márquez                                        | Poročilo |
| 2015   | Motegi                                              |                                                     | Niccolò Antonelli                                   | Johann Zarco                                        |                                                     | Daniel Pedrosa                                      | Poročilo |
| 2014   | Motegi                                              |                                                     | Álex Márquez                                        | Thomas Luthi                                        |                                                     | Jorge Lorenzo                                       | Poročilo |
| 2013   | Motegi                                              |                                                     | Álex Márquez                                        | Pol Espargaro                                       |                                                     | Jorge Lorenzo                                       | Poročilo |
| 2012   | Motegi                                              |                                                     | Danny Kent                                          | Marc Marquez                                        |                                                     | Daniel Pedrosa                                      | Poročilo |
| 2011   | Motegi                                              |                                                     | Johann Zarco                                        | Andrea Iannone                                      |                                                     | Daniel Pedrosa                                      | Poročilo |
| 2010   | Motegi                                              |                                                     | Marc Márquez                                        | Toni Elías                                          |                                                     | Casey Stoner                                        | Poročilo |
| 2009   | Motegi                                              |                                                     | Andrea Iannone                                      | Álvaro Bautista                                     |                                                     | Jorge Lorenzo                                       | Poročilo |
| 2008   | Motegi                                              |                                                     | Stefan Bradl                                        | Marco Simoncelli                                    |                                                     | Valentino Rossi                                     | Poročilo |
| 2007   | Motegi                                              |                                                     | Mattia Pasini                                       | Mika Kallio                                         |                                                     | Loris Capirossi                                     | Poročilo |
| 2006   | Motegi                                              |                                                     | Mika Kallio                                         | Hiroshi Aoyama                                      |                                                     | Loris Capirossi                                     | Poročilo |
| 2005   | Motegi                                              |                                                     | Mika Kallio                                         | Hiroshi Aoyama                                      |                                                     | Loris Capirossi                                     | Poročilo |
| 2004   | Motegi                                              |                                                     | Andrea Dovizioso                                    | Daniel Pedrosa                                      |                                                     | Makoto Tamada                                       | Poročilo |
| 2003   | Suzuka                                              |                                                     | Stefano Perugini                                    | Manuel Poggiali                                     |                                                     | Valentino Rossi                                     | Poročilo |
| 2002   | Suzuka                                              |                                                     | Arnaud Vincent                                      | Osamu Miyazaki                                      |                                                     | Valentino Rossi                                     | Poročilo |
| 2001   | Suzuka                                              |                                                     | Masao Azuma                                         | Daijiro Kato                                        |                                                     | Valentino Rossi                                     | Poročilo |
| 2000   | Suzuka                                              |                                                     | Youichi Ui                                          | Daijiro Kato                                        |                                                     | Norifumi Abe                                        | Poročilo |
| 1999   | Motegi                                              |                                                     | Masao Azuma                                         | Shinya Nakano                                       |                                                     | Kenny Roberts Jr                                    | Poročilo |
| 1998   | Suzuka                                              |                                                     | Kazuto Sakata                                       | Daijiro Kato                                        |                                                     | Max Biaggi                                          | Poročilo |
| 1997   | Suzuka                                              |                                                     | Noboru Ueda                                         | Daijiro Kato                                        |                                                     | Michael Doohan                                      | Poročilo |
| 1996   | Suzuka                                              |                                                     | Masaki Tokudome                                     | Max Biaggi                                          |                                                     | Norifumi Abe                                        | Poročilo |
| 1995   | Suzuka                                              |                                                     | Haruchika Aoki                                      | Ralf Waldmann                                       |                                                     | Daryl Beattie                                       | Poročilo |
| 1994   | Suzuka                                              |                                                     | Takeshi Tsujimura                                   | Tadayuki Okada                                      |                                                     | Kevin Schwantz                                      | Poročilo |
| 1993   | Suzuka                                              |                                                     | Dirk Raudies                                        | Tetsuya Harada                                      |                                                     | Wayne Rainey                                        | Poročilo |
| 1992   | Suzuka                                              |                                                     | Ralf Waldmann                                       | Luca Cadalora                                       |                                                     | Michael Doohan                                      | Poročilo |
| 1991   | Suzuka                                              |                                                     | Noboru Ueda                                         | Luca Cadalora                                       |                                                     | Kevin Schwantz                                      | Poročilo |
| 1990   | Suzuka                                              |                                                     | Hans Spaan                                          | Luca Cadalora                                       |                                                     | Wayne Rainey                                        | Poročilo |
| 1989   | Suzuka                                              |                                                     | Ezio Gianola                                        | John Kocinski                                       |                                                     | Kevin Schwantz                                      | Poročilo |
| 1988   | Suzuka                                              |                                                     |                                                     | Anton Mang                                          |                                                     | Kevin Schwantz                                      | Poročilo |
| 1987   | Suzuka                                              |                                                     |                                                     | Masaru Kobayashi                                    |                                                     | Randy Mamola                                        | Poročilo |
| 1967   | Fuji                                                | Mitsuo Itoh                                         | Bill Ivy                                            | Ralph Bryans                                        | Mike Hailwood                                       |                                                     | Poročilo |
| 1966   | Fuji                                                | Yoshimi Katayama                                    | Bill Ivy                                            | Hiroshi Hasegawa                                    | Phil Read                                           |                                                     | Poročilo |
| 1965   | Suzuka                                              | Luigi Taveri                                        | Hugh Anderson                                       | Mike Hailwood                                       | Mike Hailwood                                       |                                                     | Poročilo |
| 1964   | Suzuka                                              | Ralph Bryans                                        | Ernst Degner                                        | Jim Redman                                          | Jim Redman                                          |                                                     | Poročilo |
| 1963   | Suzuka                                              | Luigi Taveri                                        | Frank Perris                                        | Jim Redman                                          | Jim Redman                                          |                                                     | Poročilo |
| 1962   | Suzuka                                              | Tommy Robb                                          | Tommy Robb                                          | Jim Redman                                          | Jim Redman                                          |                                                     | Poročilo |